# UFC Fight Night: Lewis vs. dos Santos
UFC Fight Night: Lewis vs. dos Santos（ユーエフシー・ファイトナイト：ルイス・バーサス・ドス・サントス、別名UFC Fight Night 146、UFC on ESPN+ 4）は、アメリカ合衆国の総合格闘技団体「UFC」の大会の一つ。2019年3月9日、カンザス州ウィチタのイントラスト・バンク・アリーナで開催された。

## 大会概要
UFC初のカンザス州開催となった本大会ではデリック・ルイスとジュニオール・ドス・サントスによるヘビー級戦が組まれた。

## 試合結果

### プレリミナリーカード
第1試合 ライト級 5分3R
○  アレックス・ホワイト vs.  ダン・モレット ×
3R終了 判定3-0（29-28、29-28、29-28）
第2試合 ウェルター級 5分3R
○  アレックス・モロノ vs.  ザック・オットー ×
1R 3:34 TKO（グランドの肘打ち）
第3試合 バンタム級 5分3R
○  マット・シュネル vs.  ルイス・スモルカ ×
1R 3:18 三角絞め
第4試合 ヘビー級 5分3R
○  モーリス・グリーン vs.  ジェフ・ヒューズ ×
3R終了 判定2-1（29-28、28-29、29-28）
第5試合 フェザー級 5分3R
○  グラント・ドーソン vs.  ジュリアン・エローサ ×
3R終了 判定3-0（30-26、30-27、29-27）
第6試合 女子バンタム級 5分3R
○  ヤナ・クニツカヤ vs.  マリオン・レノー ×
3R終了 判定3-0（29-28、29-28、29-28）
第7試合 ウェルター級 5分3R
○  トニー・マーティン vs.  セルジオ・モラエス ×
3R終了 判定3-0（30-27、30-27、30-27）

### メインカード
第8試合 ミドル級 5分3R
○  オマリ・アフメドフ vs.  ティム・ボッシュ ×
3R終了 判定3-0（30-27、30-27、30-27）
第9試合 ライト級 5分3R
○  ベニール・ダリウシュ vs.  ドリュー・ドーバー ×
2R 4:41 腕ひしぎ十字固め
第10試合 ヘビー級 5分3R
○  ブラゴイ・イワノフ vs.  ベン・ロズウェル ×
3R終了 判定3-0（29-28、29-28、29-28）
第11試合 ウェルター級 5分3R
○  ニコ・プライス vs.  ティム・ミーンズ ×
1R 4:50 KO（右フック→パウンド）
第12試合 ウェルター級 5分3R
○  エリゼウ・ザレスキ・ドス・サントス vs.  カーティス・ミレンダー ×
1R 2:35 リアネイキドチョーク
第13試合 ヘビー級 5分3R
○  ジュニオール・ドス・サントス vs.  デリック・ルイス ×
2R 1:58 TKO（右ストレート→パウンド）

### 各賞
ファイト・オブ・ザ・ナイト： ジュニオール・ドス・サントス vs. デリック・ルイス
パフォーマンス・オブ・ザ・ナイト： ニコ・プライス、ベニール・ダリウシュ
各選手にはボーナスとして5万ドルが授与された。

### カード変更
負傷などによるカードの変更は以下の通り。